# Qusair Mushatta

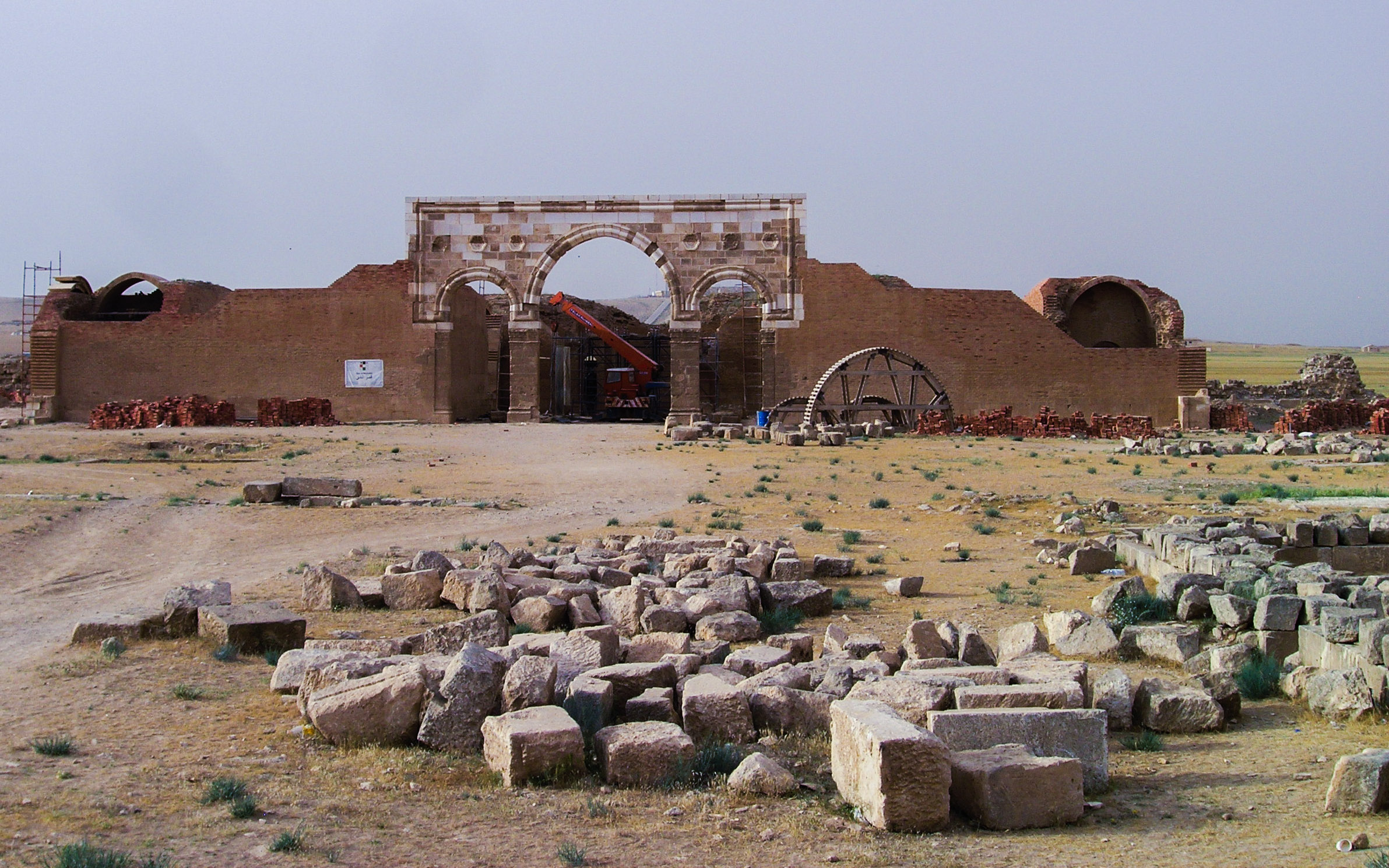
Qusair Mushatta.

El Qusair Mushatta o Mshatta, es un palacio de invierno omeya, hoy en ruinas, probablemente construido por el califa Walid II entre 743 y 744. Las ruinas se encuentran a unos 30 km al sur de Amán, en Jordania, y forman parte de la red de castillos, palacios y caravasares denominados colectivamente castillos del desierto. Una parte de este palacio, la fachada con relieves, ha sido trasladada al Museo de Pérgamo de Berlín.

## Historia
En 1964 se encontró un ladrillo en Mushatta con una inscripción escrita por Sulaiman ibn Kaisan, conocido por haber vivido entre los años 730 y 750, lo que refuerza la teoría de que fue construido por el califa Walid II, el príncipe artista. Se han encontrado algunas marcas en forma de cruz que atestiguan que en la construcción del palacio participaron cristianos, probablemente sometidos a trabajos forzados; también hay indicios de que participaron obreros venidos de Irán.

## Arquitectura

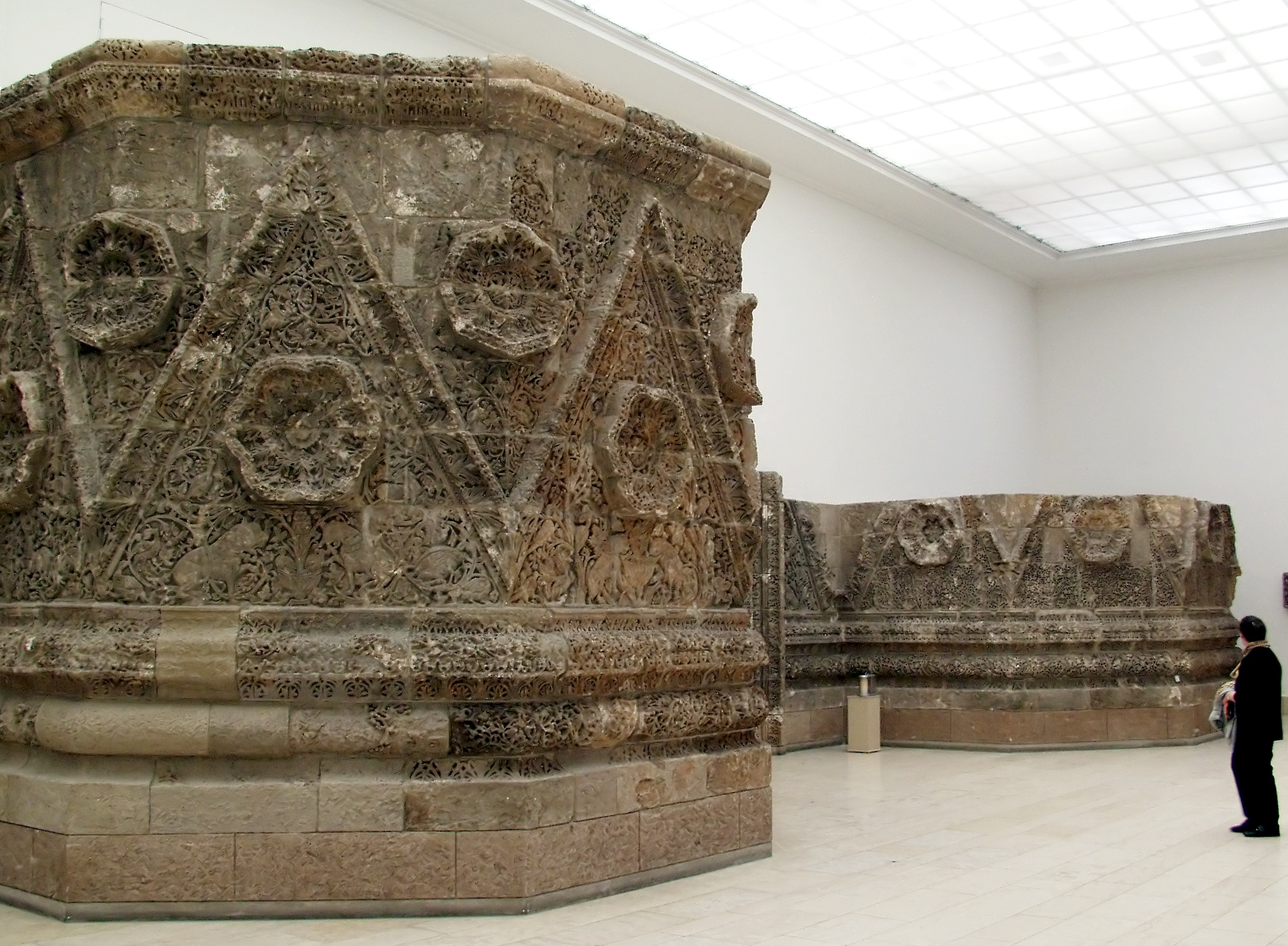
Fachada de Mshatta - Museo de Pérgamo, Berlín.

Las ruinas de Mushatta consisten en un muro exterior con 25 torres y una sección central que incluye la sala del trono, el patio y la mezquita, además de un grupo de pequeñas habitaciones. Como todos los palacios omeyas, está basado en el módulo romano de 35 metros, pero, en este caso, sus dimensiones se han multiplicado por cuatro, dando lugar a un tamaño que sólo se encuentra en el Qasr Tuba, edificado también por Walid II y con el que coindice asimismo en la presencia de letrinas en algunas torres.
La sección central, a la que parecen faltarle las dos secciones laterales destinadas a sirvientes y cortesanos, está dividida en tres partes. La puerta principal y la mezquita están situadas en el lado que mira a La Meca, el sur; luego hay un patio, y en el lado norte se halla la zona residencial, con una entrada de tres arcadas que lleva al salón abovedado del trono, de planta basilical y rematado por un triconque, un espacio de planta trebolada con tres lóbulos, característico de las salas de ceremonia de los palacios de Bizancio. Rodeando este salón hay un grupo de habitaciones cubiertas con bóvedas arqueadas y conductos de ventilación. 
La fachada, que se halla en Berlín, posee una rica decoración con molduras que crean espacios triangulares decorados con rosetas y elementos vegetales, sobre todo zarcillos de vid, con algunos motivos animales, reales y fantásticos (grifos y centauros), que animan el altorrelieve.